# Ján Orosch
Ján Orosch (* 28. května 1953, Bratislava) je slovenský římskokatolický arcibiskup trnavské arcidiecéze.

## Kněz
Kněžské svěcení přijal 6. června 1976. Poté nejdříve působil jako kaplan a administrátor v Komárně, Bušincích, Okoči, Hodruši-Hamrech a Vyškovcích nad Iplem. V roce 1990 se stal farářem v Nových Zámcích, poté ve dvou farnostech v Bratislavě a v roce 1993 byl jmenován děkanem ve Štúrovu.

## Biskup
V roce 2004 jej papež Jan Pavel II. jmenoval pomocným biskupem tehdejší bratislavsko-trnavské arcidiecéze a titulárním biskupem seminským. Biskupské svěcení přijal 2. května téhož roku a 13. května byl jmenován generálním vikářem arcidiecéze.
Současně s odvoláním Mons. Róberta Bezáka z úřadu trnavského arcibiskupa byl 2. července 2012 jmenován apoštolským administrátorem trnavské arcidiecéze a 11. července 2013 její arcibiskupem. V prohlášení ke svému jmenování mj. uvedl: "Jsem si vědomý všech svých nedostatků. Pouze s důvěrou v Boží pomoc, milosrdenství a ochranu i pomoc svých spolubratří v biskupské a kněžské službě, přijímám úplně a bezvýhradně rozhodnutí Svatého otce Františka o mém jmenování do služby trnavského arcibiskupa".
Dne 22. března 2022 jej kardinál Fernando Filoni jmenoval velkopřevorem Řádu Božího hrobu pro Slovensko, čímž byl učiněn první krok ke vzniku slovenské magistrálni delegace. K založení magistrální delegace fakticky došlo až v polovině října 2024.

## Kontroverze
V březnu 2019 před volbou slovenského prezidenta kritizoval kněží za podporu tehdejší kandidátky na prezidentku Zuzany Čaputové, která v té době byla místopředsedkyní hnutí Progresivní Slovensko. „Postavit se v televizi a propagovat kandidáta/kandidátku za tak ultraliberální stranu za prezidentku je těžkým hříchem. To není správná cesta. Touto cestou vedeme naše věřící do slepé uličky a do katastrofy,“ varoval Orosch.
Po útoku v Bratislavě v říjnu 2022 Orosch v neveřejném oběžníku pro kněží pochyboval o tom, zda byly oběti střelby „skutečně nevinné“. Bez důkazů naznačil, že se v podniku Tepláreň užívaly drogy a že tam neprobíhaly policejní razie, protože by pak byly označeny za homofobní. „V dopise se nacházejí části, které hrubě manipulují teroristickým útokem v Zámocké ulici, stigmatizují dvě nevinné oběti a popírají samotnou křesťanskou víru, jejímž je arcibiskup oficiálním představitelem,“ reagovala slovenská policie. Podle ní tak Orosch přispívá k šíření nenávisti ve společnosti. Fakt, že arcibiskup svá tvrzení sděluje jako tázací věty, označila za „standardní kreativní techniku manipulátorů, kteří takto své skutečné myšlenky schovávají za otazníky“.
Na internetu poté vznikla petice s názvem „Arcibiskup Orosch nehovorí v našom mene“, kterou během následujících dvou měsíců podepsalo přes 3000 lidí.